# Казоку
Казоку (華族) је систем племићких титула које су настале после Меиџи обнове по узору на европске. Биле су на снази од 1869. до 1947. године.

## Порекло
Након Меиџи обнове 1868. године, старо племство из Кјотоа, тз. куге, поново је стекло свој изгубљени статус. Неколико чланова старог племства - куге, попут Ивакуре Томомија и Накајаме Тадајасуа одиграло је значајну улогу у свргавању шогуната па је рана Меиџи влада одлучила да у складу са доприносима награди титулама и додели нове административне обавезе у новонасталом систему.
Меиџи олигархија као део својих реформи по угледу на запад, изједначила је старо племство са бившим даимјоима стварајући 25. јула 1869. нову аристократску класу. Ито Хиробуми, један од главних аутора новог устава намеравао је да нови "казоку" систем служи као политички и социјални опоравак за "обновљену" царску владу и њену институцију. У то време племићи и даимјои достигли су број од 427 фамилија које је требало на неки начин распоредити.
Сви чланови казоку система без званичних државних послова у другим провинцијама имали су обавезу да живе у Токију. Пред крај 1869, установљен је и пензиони систем па су постепено расељени сви који су имали нову титулу а служили су као провинцијски гувернери и владини лидери. Стипендије које је обећала влада на крају су замењене државном обвезницом.

## Развој
Нови закон о титулама донет је 7. јула 1884. након предлога и усвајања од стране првог премијера Јапана Ито Хиробумија. На ову идеју дошао је након посете Европи, што је нова влада прихватила како би наградила одређене људе заслужне за обарање феудалне владе, а опет безболно уважила бивше даимјое и људе са врха бивше власти који су се зарад јединственог Јапана и обарања система класа одрекли феудалних поседа и старих задужења. Систем је разрађен по узору на систем у Британији. Нови казоку систем подељен је на пет титула:
1. Војвода (公爵 kōshaku)
2. Маркиз (侯爵 kōshaku)
3. Гроф (伯爵 hakushaku)
4. Виконт (子爵 shishaku)
5. Барон (男爵 danshaku)

Подела титула зависила је од задужења али и од порекла као и повезаности са царским двором. Наследници куће пет регента (Фуџивара, Коное, Такацукаса, Куџо и Ичиџо) добили су титулу једнаку европској титули војвода. Главе осталих племићких породица као што су Даиго, Хамуро, Кумамото, Хирохата, Казанин, Кикутеи, Кога, Накамикадо, Накајама, Оиномикадо, Сага, Санџо, Саионџи, Шиџо и Токудаиџи постали су маркизи. Глава династије Шо која је владала краљевством Рјукју (данашња Окинава) добила је такође титулу маркиза.
Осим Токугава клана сви су бивши даимјои добијали тутуле у односу на величину и бивше стипендирање феудалног округа. Они са 150.000 кокуа и више постали су маркизи, од 50.000 и више грофови и тако редом. Глава Токугава клана, Токугава Ијесато, добио је титулу војводе док су бивше главе шинпан даимјоа постали маркизи, а даље породичне гране виконти. Вођа Мацудаира породице добио је титулу маркиза а бивши шогун Токугава Јошинобу добио је титулу војводе.
Два клана (области) која су највише задужена за обарање владе шогуната, Сацума и Чошу, наградили су своје вође титулама принца (иако су то титуле које се знатно разликују од принчева царске породице и више се сматрају војводама), док су вође области Тоса добиле титулу маркиза. Вође области Хирошима, Окајама, Тотори, Фукуока, Кубота, Сага,Токушима, Кумамото и Кага постали су маркизи 1884. године. Глава клана Дате-Уваџира добио је титулу маркиза 1891. године.
Многи који су имали значајне улоге у оснивању нове владе и њихови наследници, добили су нове титуле. Ивакура Томосада, син Ивакуре Тотомија, постао је војвода 1884, док су исте године Ито Хиробуми и Јамагата Аритомо награђени титулама грофа. Временом због заслуга обојица су промовисана у маркизе (1895) а затим и у војводе 1907. Наследници Окубо Тошимичија и Кидо Такајошија, двојице од три велика племића Меиџи рестаурације добили су титули маркиза 1884. што се догодило и наследнику самурајског генерала и политичара Саиго Такаморија 1902. године
Да би седели у Дому лордова, новоствореном горњем дому Народне скупштине, чланови су морали да имају титулу принца или маркиза док су остали чланови, грофови, виконти и барони, бирани и заузимали осталих 150 места.
Титуле и финансирање наслеђивало се по примогенитури, иако су припадници казоку племићког система и даље задржали стару праксу усвајања из мањих и других кућа како њихова "лоза" не би изумрла. По амадману из 1904. дозвољено је принчевима из споредне царске породице да се одрекну свог империјалног статуса и постану племство (под одређеним правилима) или усвојени наследници "казоку" кућа који то нису имали.
По подели постојало је 11 војвода, 24 маркиза, 76 грофова, 324 виконта и 74 барона, што је чинило 509 људи са племићким титулама. До 1928, путем унапређења и нових подела укупно је било 954 племића: 18 војвода, 40 маркиза, 108 грофова, 379 виконта и 409 барона. Казоку систем достиже свој врхунац са 1016 племићких породица колико их је било 1944. године а онда долази завршетак Другог светског рата.
Две године касније, 1946, нови устав Јапана укида казоку систем и доноси одлуку да само чланови царске породице могу да задрже племићке титуле. Упркос томе многи наследници оваквих породица и даље заузимају висока места у јапанском друштву и индустрији.